# 莫朗日
莫朗日（法語：Morhange，法語發音：[mɔʁɑ̃ʒ]），法国东北部城市，大东部大区摩泽尔省的一个市镇，隶属于福尔巴克-布莱摩泽尔区，其市镇面积为15.38平方公里，2022年1月1日时人口数量为3,347人，在法国市镇中排名第3,314位（2021年）。
莫朗日位于摩泽尔省中部，是一个区域性的中心城市，多条公路在此交汇。

## 地名来源
根据法国地名学家埃内斯特·内格尔的论述，“Morhange”一名可能出自日耳曼人名Moricho，后者生平尚有待考证。
莫朗日所处区域历史上曾通行洛林法兰克语，“Morhange”在阿勒曼尼语维基百科中对应的该语言拼写为“Märchinge”；此外1871至1918年以及第二次世界大战期间，莫朗日被划入德意志帝国，当地官方名称被更名为“Mörchingen”。

## 历史

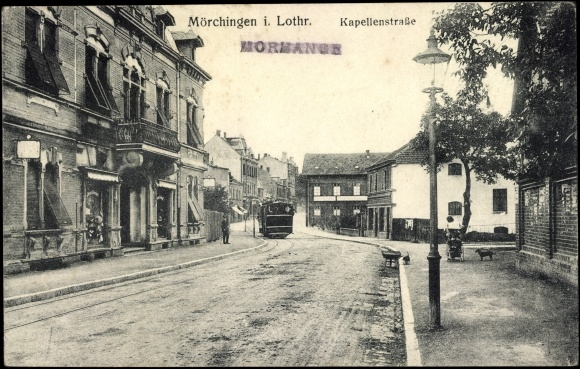
二十世纪初的莫朗日镇中心

莫朗日的早期历史尚不清楚。根据当地官方网站的论述，莫朗日在中世纪时曾为萨尔姆家族的一处领地，后被洛林公爵继承。中世纪末，莫朗日的城堡在战乱中被烧毁。十七世纪时，莫朗日地区出现犹太人社团。法国大革命后，莫朗日成为摩泽尔省的一个市镇，并在1793至1801年间为该省的一个县治。1810年，罗德整体并入莫朗日。普法战争结束后，莫朗日及其所处的阿尔萨斯-洛林地区被划入德意志帝国，并被划入新设立的福尔巴赫县。途经莫朗日的雷丹—梅斯铁路于1872年建成通车，此后德意志军队还在莫朗日境内新建军营并开通的轻轨列车。1889年，莫朗日教堂得到翻新扩建。1914年8月20日，法军将领愛德華·德·卡斯泰爾諾对驻守于莫朗日的德军发动军事袭击但未成功。一战结束后，莫朗日及阿尔萨斯-洛林地区根据《凡尔赛条约》重归法国。战后，当地修建莫朗日德意志士兵墓地。二战期间，莫朗日被纳粹德军攻占，后于1944年12月6日解放。1997至2016年间，莫朗日曾为中摩泽尔市镇公共社区的办公驻地。

## 地理

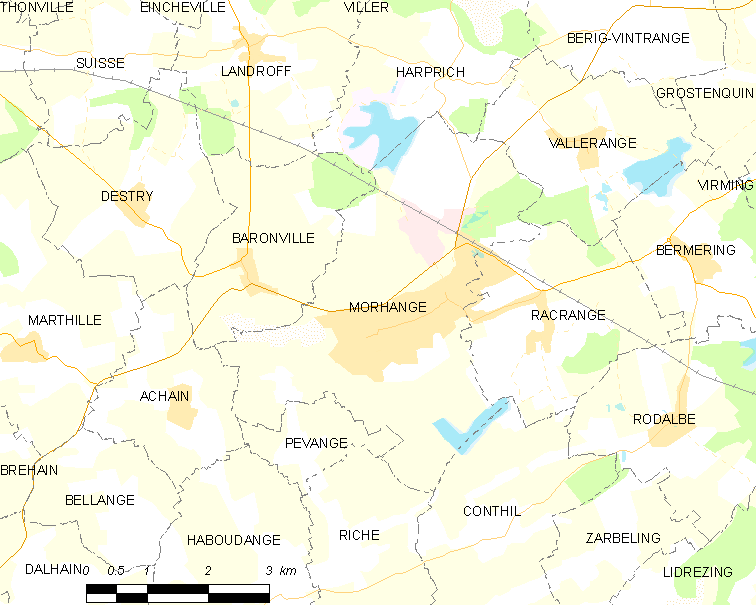
莫朗日市镇范围地图

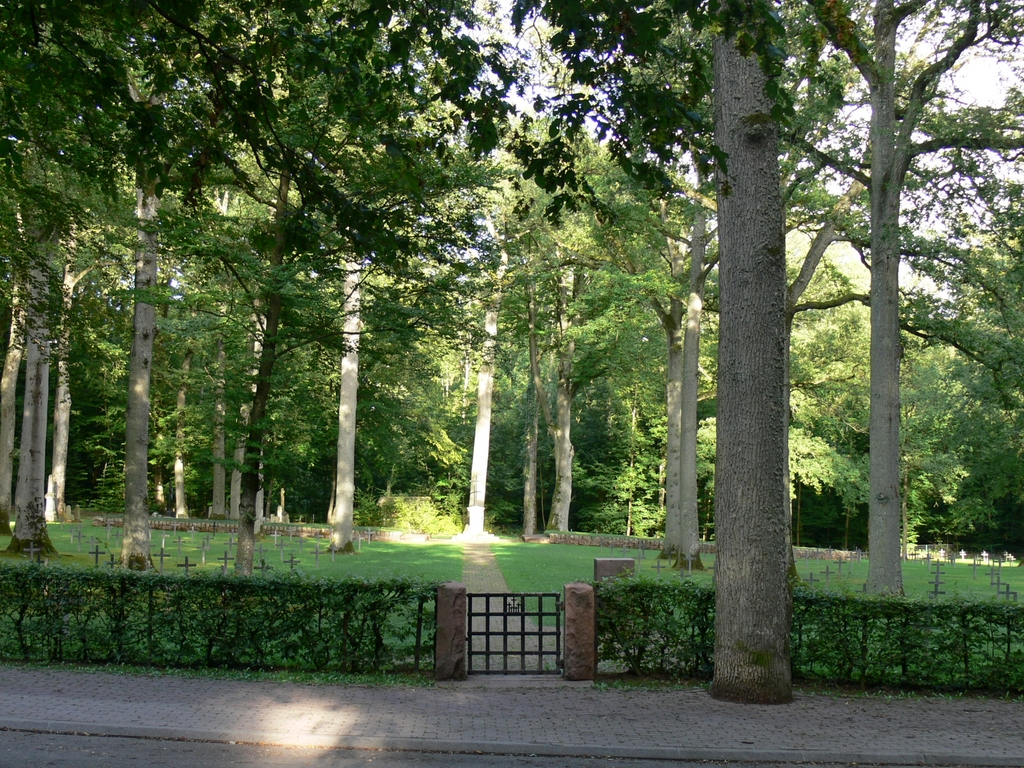
烈士陵园附近的林地

莫朗日位于法国东北部，大东部大区东北部和摩泽尔省中部，距离省会梅斯大约47公里。与莫朗日接壤的市镇包括：阿尚、巴龙维尔、孔蒂勒、阿尔普里什、佩旺日、拉克朗日、里什和瓦勒朗日。

### 地形
莫朗日位于洛林高原，索努瓦地区东北部，境内以缓丘和浅丘为主，市镇中心位于一处东西走向单面山的下方，核心区域地势较为平坦，全境海拔在221到305米之间。

### 水文
莫朗日位于摩泽尔河流域范围内，罗特溪发源于市镇范围东北部并向北流出市境，市镇最北端为米奇湖，东南部为穆兰湖（Étang du Moulin）。

### 植被
莫朗日属于温带阔叶混交林区，林地多分布于河流附近及坡地地带，市镇范围东北部为埃朗森林（Hellenwald）。
在鲜花城市的评比中，莫朗日被评为2星级鲜花城市。

### 气候
莫朗日在柯本气候分类法中属于带有大陆性气候特征的温带海洋性气候（Cfb）。

## 行政区划
莫朗日的市镇编号为57483，邮政编号为57340。
在行政管理方面，莫朗日隶属于法国大东部大区摩泽尔省福尔巴克-布莱摩泽尔区；在地方选举方面，莫朗日隶属于萨拉尔布县，其市镇范围全境被划入摩泽尔省第四选区；在社会管理方面，莫朗日是圣阿沃尔德城市圈公共社区的组成部分。
截至2024年12月，莫朗日市镇范围内暂无任何城市敏感街区及城市政策优先街区。
法国国家统计与经济研究所（简称“INSEE”）在进行数据统计时，将莫朗日及相邻的另外一个市镇设为莫朗日城市核心区（Unité urbaine de Morhange），未将莫朗日划入任何城市区（Aire urbaine）。自2020年起，莫朗日被划入包含22个市镇的莫朗日城市辐射区。此外，INSEE还将莫朗日市镇整体看作一个“块区”（IRIS），以便于统计人口分布情况。

## 交通

### 公路
摩泽尔省省道D78线、D78a线、D174g线、D674线和D999线在莫朗日境内交汇。大东部大区公共交通（商业名称为“Fluo”）下属的摩泽尔省城际客运19线、26线、34线、41线、119线、121线和177线经停莫朗日，可通往福尔克蒙、圣阿沃尔德、萨尔格米讷、迪约兹、拉克朗日、萨兰堡等地。
2021年，64.7%的莫朗日家庭拥有至少一辆私人汽车。2023年，莫朗日境内共发生各类交通事故1起，造成1人重伤。
| 37 | 29 |

| 28 | 46 |

| 梅斯 | 52 |

| 尼德河畔昂 | 20 |

| 萨尔格米讷 | 41 |

| 福尔克蒙 | 18 |

| 代尔姆 | 23 |

| 萨兰堡 | 21 |

### 铁路

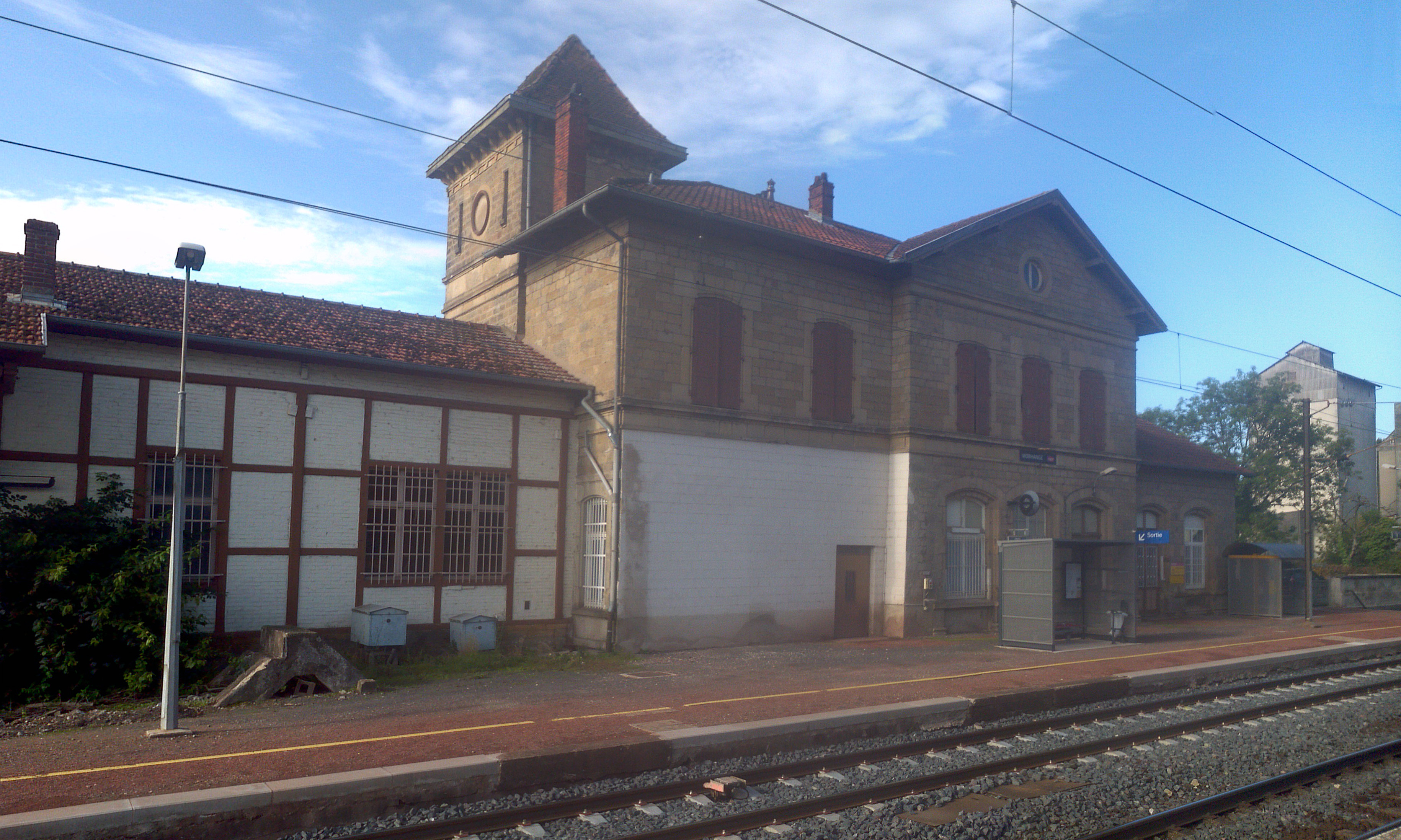
莫朗日火车站站台

莫朗日位于雷丹—梅斯铁路上，此外还有东部高速铁路穿过其境内。莫朗日站位于莫朗日市区东北部，该站停靠往返于梅斯和萨尔堡一线的区域列车，部分班次可直通斯特拉斯堡。

### 航空
莫朗日距离梅斯-南锡-洛林机场的公路里程大约公里。

### 城市公共交通
截至2024年12月，莫朗日暂无城市公共交通系统。

## 政治
莫朗日的现任市长为克里斯蒂安·斯廷科先生（Christian STINCO），他是一名无党派人士，在2020年的市政选举中获得了58.19%的支持率。
在2022年的法国总统大选的第二轮选举中，法国极右翼政党国民阵线主席玛丽娜·勒庞在莫朗日获得了52.25%的支持率。

## 人口
2021年，莫朗日市镇人口数量为3,377，在法国排名第3,314位。其中男性1,675人，女性1,702人，75岁及以上人口占9.2%，外籍人口数量为330人，人口密度为220人/平方公里，当地居民被称为（男性）或（女性）。2022年，莫朗日境内出生31人，死亡人口48人。
| 莫朗日1900年－2021年人口变化情况 |
|                                  |
| 数据来源：Cassini、INSEE         |

## 经济
莫朗日是一个区域性的中心城市。截至2024年12月，莫朗日市镇范围内共有各类用人单位（包含自雇）531家，平均历史为20年，其中97.67%为中小型企业（PME），2024年10月至12月间，当地的经济活力指数为0。（电销）是当地2022年已公布营业额最高的企业，为170,972欧元。

## 财政与居民收入
2023年，莫朗日的财政收入总额为8,940,410欧元，财政支出总额为8,245,480欧元，当年的债务总额为2,551,860欧元。2023年，莫朗日市镇通过增值税获得207,040欧元的收入，此外当地还共获得了193,050欧元的国家直接财政补助。
| 莫朗日居民收入情况                               | 莫朗日居民收入情况 | 莫朗日居民收入情况    | 莫朗日居民收入情况 |
| 内容                                             | 莫朗日             | 法国                  | 统计年份           |
| ------------------------------------------------ | ------------------ | --------------------- | ------------------ |
| 征税家庭总数                                     | 1,359              | 1,081（法国市镇平均） | 2022年             |
| 居民平均月收入                                   | 2,066欧元          | 2,435欧元             | 2022年             |
| 高级职员人均月收入                               | 3,780欧元          | 4,331欧元             | 2021年             |
| 中级职员人均月收入                               | 2,454欧元          | 2,470欧元             | 2021年             |
| 普通职员人均月收入                               | 1,768欧元          | 1,801欧元             | 2021年             |
| 贫困率                                           | 27%                | 14.5%                 | 2020年             |
| 青壮年（15至64岁）失业率                         | 23.6%              | 7.4%                  | 2020年             |
| 征税家庭数量占比                                 | 27.5%              | 45.5%                 | 2020年             |
| 家庭年均纳税                                     | 2,911欧元          | 4,393欧元             | 2022年             |
| 资料来源：INSEE、L'Internaute、Le Journal du Net |                    |                       |                    |

## 社会事务

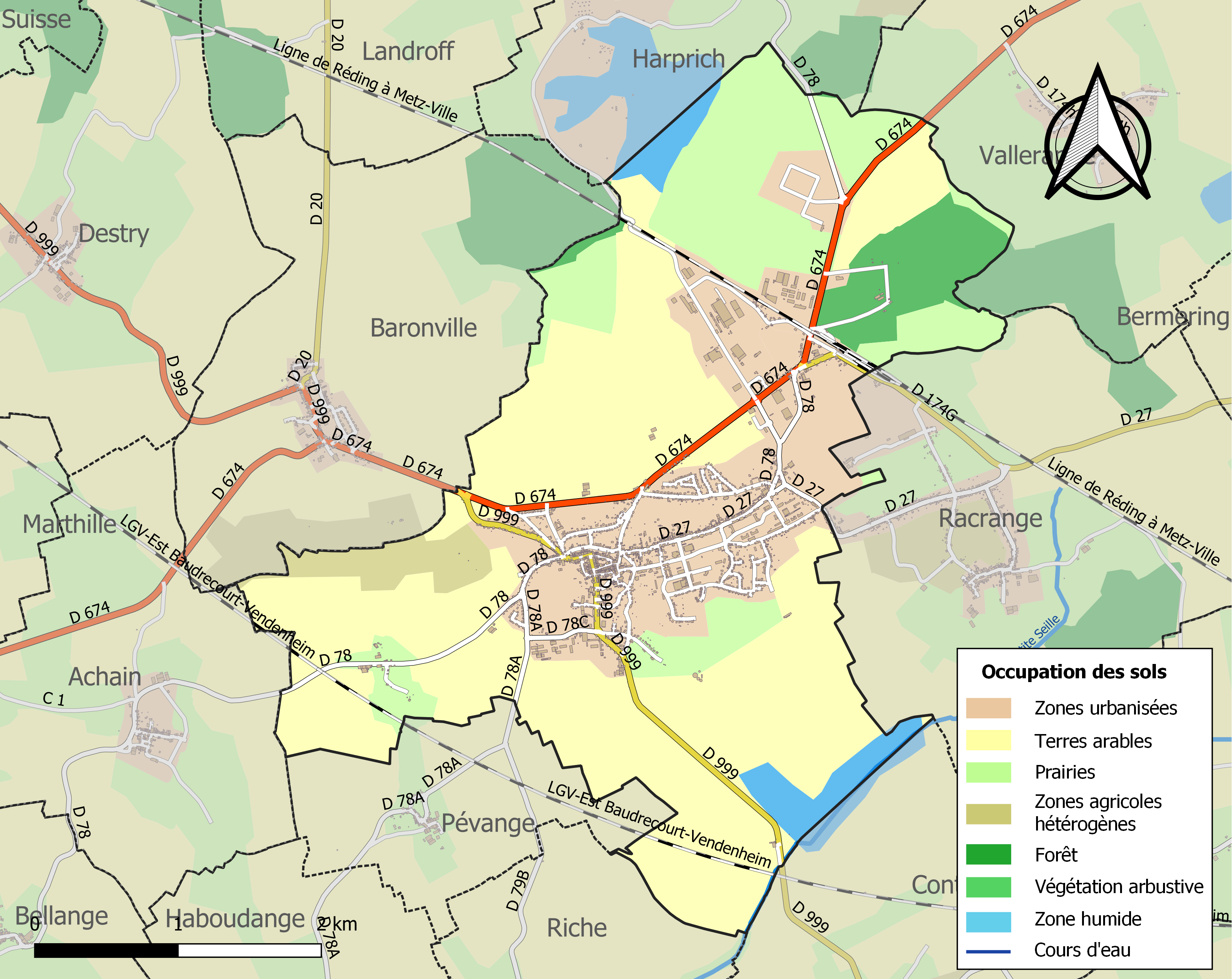
莫朗日土地利用情况地图

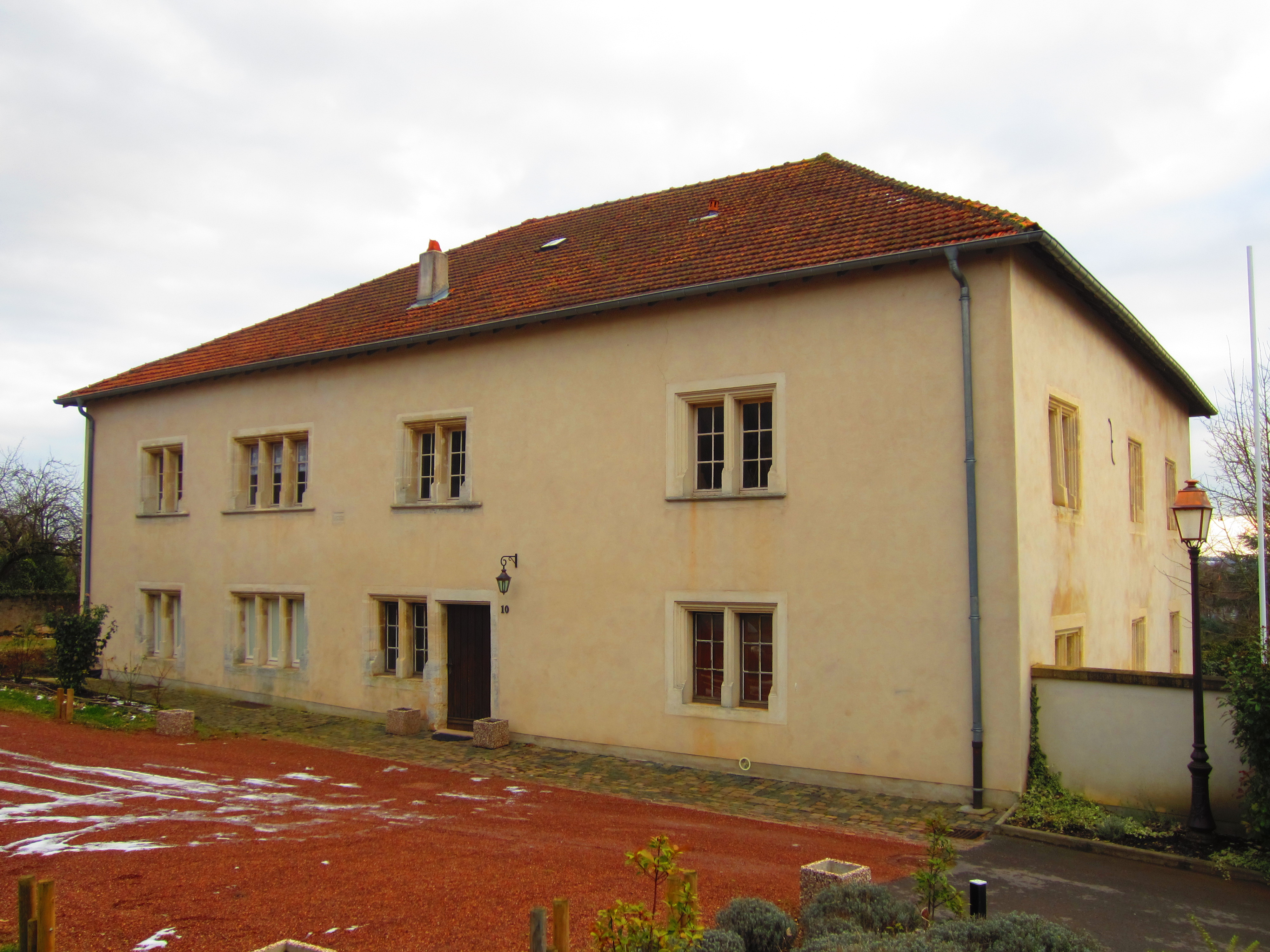
一处传统建筑

### 教育
莫朗日属于南锡-梅斯学区。截至2023年1月1日，莫朗日境内共有1所幼儿园、2所小学和1所初级中学。2022至2023学年度，莫朗日境内共有在校中等教育阶段学生432名。

### 医疗
截至2023年1月1日，莫朗日境内共有全科医生6名、保健师5名、牙医6名、护士9名、助产士2名、妇科医生1名、药房2家、养老院2家、残疾人帮扶中心1家。
距离莫朗日最近的区域性医疗机构为福尔巴克-圣阿沃尔德市际中心医院（Centre Hospitalier Intercommunal des Hôpitaux de Forbach et Saint-Avold），其下属的圣阿沃尔德病区位于圣阿沃尔德市区南部，距离莫朗日市区的正常车程大约34分钟，该院设有床位94个。

### 住房
2021年，莫朗日境内共有各类住房1,724套，其中47.7%为独立式住宅，52.0%为集中式住宅。常住房屋占莫朗日市镇范围内居民建筑总量的84.9%。
在住房保障政策方面，2023年，莫朗日境内共有760户家庭获得了家庭津贴补助，受益人数占总人口数量的22.5%，其中445份为房租补助。

### 商业
2021年，莫朗日境内共有各类实体商铺100家，其中餐厅13家、大型超市4家、杂货店1家、面包房4家、肉铺1家、银行门店5家、美容美发店7家、汽车维修店7家。莫朗日镇中心建有一家Match超市，市区东北部建有商业街区，有Intermarché、Action、Aldi等商场。

### 体育
2023年，莫朗日境内共有3间体育馆、2座综合体育场、3处网球场以及3处足球或橄榄球场。
截至2024年12月，莫朗日足球体育会（AS Morhange Football，编号503596）是莫朗日境内唯一的一家注册足球俱乐部，成立于1920年，其主队2024至2025赛季参加大东部大区足球联赛乙组（法国第七级别），其主场为乔治·弗吕热尔球场（Stade Georges Flugel）。

### 环境
莫朗日的环境事务由其所属的圣阿沃尔德城市圈公共社区联合各级政府协调负责。2021年，莫朗日境内共有2家污染企业。

### 治安
2021年，莫朗日市镇范围内有1处宪兵队。
2023年，莫朗日市镇范围内累计记录各类案件166起，其中盗窃类案件27起，人身侵犯类案件99起，毒品交易类案件3起。

## 文化

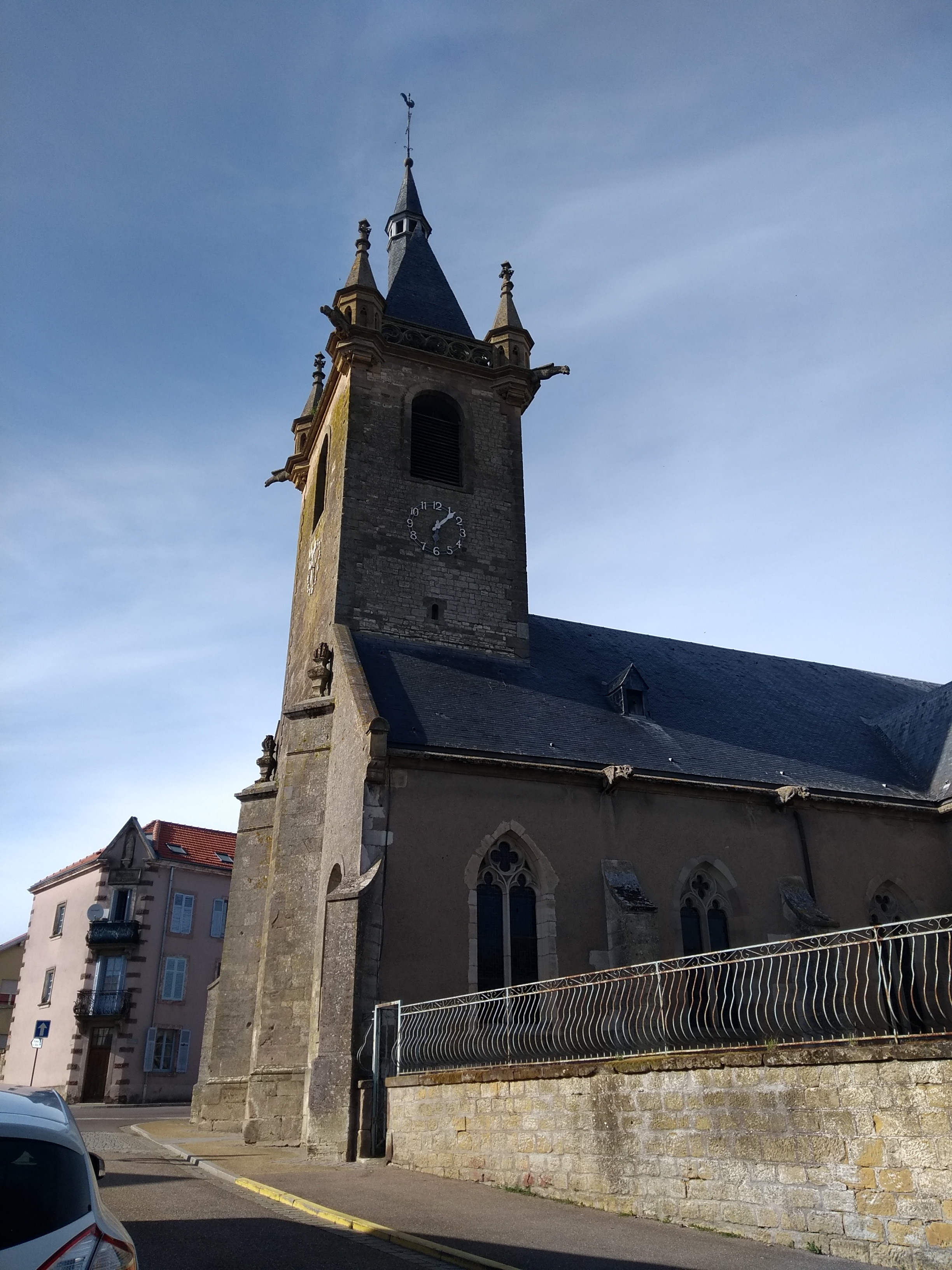
圣伯多禄-圣保罗教堂

2021年，莫朗日境内暂无任何文化设施。莫朗日境内建有多媒体中心（Médiathèque），每周二、三、五、六向公众开放。

### 建筑
莫朗日境内有多处历史建筑，其中圣伯多禄-圣保罗教堂（Église Saint-Pierre-Saint-Paul de Morhange）为法国国家文物保护单位，莫朗日德意志士兵墓地作为第一次世界大战（西线）墓葬与纪念遗址的一部分于2023年被列入世界文化遗产名录。

### 旅游
莫朗日的旅游事务由其所属的圣阿沃尔德城市圈公共社区联合各级政府协调负责。2024年，莫朗日境内共有1家酒店共计19间房间。

### 媒体
法国主要的媒体均可在莫朗日接收，法国电视三台下属的大东部大区频道在部分时段播出莫朗日所在摩泽尔省的地方新闻。《洛林共和人报》、洛林阵营广播、摩泽尔电视台等是当地主要的地方性媒体。

## 相关人物
德国历史学家葛玛丽出生于莫朗日。

## 友好城市
截至2024年12月，莫朗日共与一座城市建立了友好城市关系：
- 德国 福伊希特旺根